# Рік Тигра (монета)
«Рік Ти́гра» — пам'ятна монета номіналом 5 гривень, випущена Національним банком України, присвячена року Тигра — одній із тварин східного календаря, який засновано на дванадцятирічному циклі Юпітера — найбільшій планеті Сонячної системи.
Монету було введено в обіг 9 грудня 2021 року. Вона належить до серії «Східний календар».

## Опис монети та характеристики
| Номінал грн. | Метал      | Маса, грам | Діаметр, мм. | Якість виготовлення       | Гурт     | Тираж, штук |
| ------------ | ---------- | ---------- | ------------ | ------------------------- | -------- | ----------- |
| 5            | нейзильбер | 16.54      | 35,0         | спеціальний анциркулейтед | рифлений | 50 000      |

### Аверс
На аверсі монети розміщено:
- угорі — малий Державний Герб України, праворуч від якого напис півколом УКРАЇНА; на дзеркальному тлі по колу зображені 12 символів східного календаря, у центрі кола — стилізований годинник зі стрілкою, що вказує на тигра — символ року, під стрілкою — 2022;
- унизу ліворуч напис півколом 5 ГРИВЕНЬ; на матовому тлі зображені стилізовані під українську витинанку символи кожної пори року: сніжинка (угорі), квітка (праворуч), ягода (унизу), листок (ліворуч); логотип Банкнотно-монетного двору Національного банку України (ліворуч від символу кролика).

### Реверс

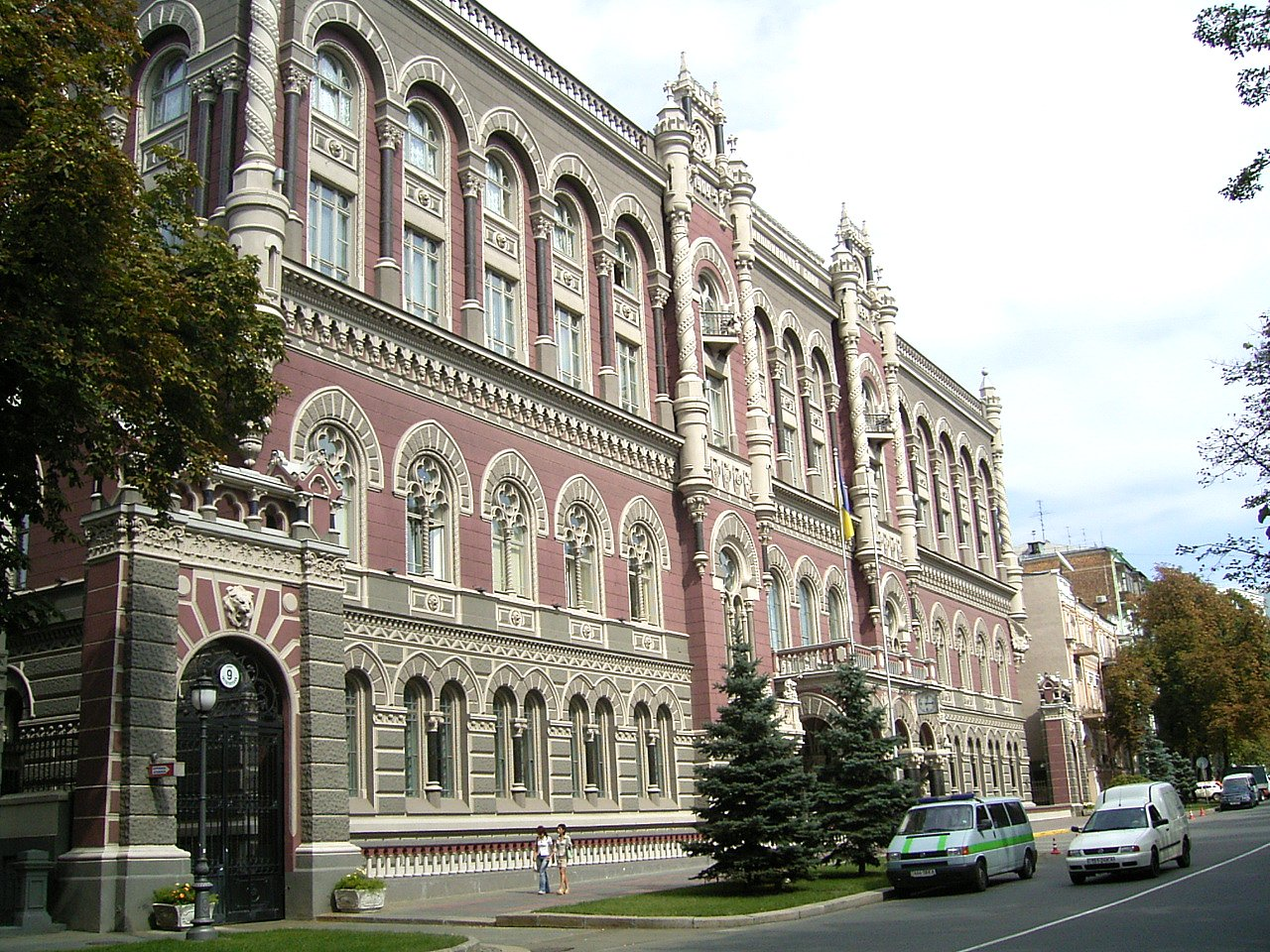
Будівля Національного банку України

- На реверсі монети зображено стилізований символ східного календаря 2022 року — тигра, якого оточують по колу стилізовані символи, притаманні кожній порі року: сніжинки (угорі праворуч), квітки (унизу праворуч), плоди (унизу ліворуч), гілки (угорі ліворуч).[2][3]

## Автори
- Художник — Куц Марина.
- Скульптор — Іваненко Святослав.

## Вартість монети
Під час введення монети в обіг у 2021 році, Національний банк України реалізовував монету за ціною 64 гривні, а в сувенірній упаковці — 95 гривень.
Фактична приблизна вартість монети, з роками змінювалася так:
| Рік        | 2022 | 2023 | 2024 | 2025 |
| ---------- | ---- | ---- | ---- | ---- |
| Ціна, грн. | 230  | 240  | 350  | 400  |